# Josef Plocek (konstruktér)
Josef Plocek (5. února 1884 Zvoleněves – 28. srpna 1957 Praha) byl český průkopník motorismu, významný konstruktér motocyklů a automobilů Walter a Škoda.

## Životopis
Narodil se 5. února 1884 v Zvoleněvsi u Kladna Josefu Plockovi a Rosalii roz. Šťastné. Měl dva bratry, staršího Ladislava (* 1878) a mladšího Karla (* 1887). Po absolvování strojního a elektrotechnického inženýrství na ČVUT v Praze sice nastoupil do zaměstnání v továrně Ringhoffer na Smíchově, ale brzo přestoupil k firmě Walter, kde pracoval od roku 1911 na stálo jako konstruktér. Do dílny Josefa Waltera docházel již v roce 1910 a diskuzemi s konstruktérem Walterem se svým způsobem podílem na konstrukci Tříkolky Walter. Zpravidla večer po práci chodil Plocek k Waltrům (Josef Walter zaměstnal i bratra Antonína) Na Zatlanku a s panem Waltrem nad kreslícím prknem se nejednou přel, než pak Walter něco po debatě nakreslil.
Po přesídlení společnosti J. Walter a spol. v roce 1913 do Jinonic u Prahy zde i bydlel (Jinonice jsou připojeny k velké Praze až v roce 1922). Zde se mu a jeho manželce Antonii narodil 26. února 1914 syn Alexandr, pozdější houslový virtuos (Smetanovo trio, Pražské kvartet, Česká filharmonie) a pedagog na AMU a JAMU. Avšak jako první do rodiny přišla dcera Vladimíra, provdaná Nováková (1911 – 27. srpna 1999). V roce 1918 přibyla do rodiny i dcera Olga. Z jinonické továrny odešel jako vedoucí rozšířené konstrukční kanceláře v roce 1923.
Při svém plzeňském pobytu a zaměstnání v Akciové společnosti, dříve Škodovy závody, se sídlem v Plzni (1923–1928) bydlel v bytě na Klatovské ul. 721/110. Současně se zaměstnáním v Plzni byl koncernem Škoda delegován do Československé normalisační společnosti, do komise č. 10 Automobily. První zasedání nově založené společnosti a komise č. 10 se uskutečnilo 26. listopadu 1923 v pražské Mikulášské tř. 28 (nyní Pařížská 28). V roce 1925 zakoupila Škoda Plzeň mladoboleslavskou automobilku Laurin & Klement. Tam Plocek nastoupil v roce 1928 a přestěhoval se s rodinou do Mladé Boleslavi, syn Alexandr zde dokončil středoškolská studia na gymnáziu. V roce 1931 ukončil zaměstnání ve společnosti ASAP Mladá Boleslav a opět se s rodinou stěhoval, tentokráte již natrvalo zpět do Prahy. Syn zde vystudoval (1932/1933 – 1. 3. 1937) právnickou fakultu Univerzity Karlovy.
Zanechal konstruktérské práce a od roku 1931 až do odchodu na odpočinek pracoval jako úředník (odborný rada a zástupce přednosty odd.) na Ministerstvu pošt a telegrafů, na VI. odboru a v jeho XIX. oddělení – hospodářské věci pro technickou službu, věci technické služby strojní, automobilní a pozemně-stavební vč. technické mechanizace. Toto ministerstvo bylo po Mnichovské dohodě k 1. prosinci 1938 zrušeno. Jeho působnost, stejně jako agendu ministerstva železnic, přešlo na nově zřízené ministerstvo dopravy. Vrchní odborný rada ing. Josef Plocek bydlel na Smíchově (Praha XVI.) v ulici Nad Bertramkou č.p. 2361/13.
Josef Plocek zemřel 28. srpna 1957 v Praze a je pochován v rodinné hrobce na Vyšehradském hřbitově, oddělení 14 ark, číslo hrobu 21.

## Profesní kariéra – Walter
Dne 1. února 1911 založil Josef Walter (1873–1950) společnost Walter a spol. a opustil prostory v ulici Na Zatlance 6/1120 na Smíchově. Nová společnost postavila nový závod v Jinonicích u Prahy, kam se v roce 1913 přestěhovala. V letech před I. světovou válkou si Waltrova továrna nemohla stěžovat na nedostatek zákazníků. Všechny její výrobky – jak motocykly tak i tříkolky a později i automobily – byly prodány dříve, než byly dokončeny. Ani autosalony nečinily výjimku a u všech vystavovaných vozidel se vždy hned první den skvěly tabulky „prodáno“. Plocek nastoupil do firmy krátce po dokončení studií v roce 1911, do konstrukčního oddělení. Brzo se zapojil do sportovní činnosti účastí na motoristických závodech tak, jak to bylo u mnohých zaměstnanců a manažerů Waltrovy firmy zcela běžné (Jindřich Knapp, Klement Adamec, Dr. Jaroslav Zátka, ing. Vladimír Tobek, Antonín Kumpera atd.). V roce 1913 Plocek úspěšně závodil na čtyřsedadlové tříkolce Walter. V závodě motorek na dobříšské silnici mezi 19. a 23. km obsadil (Jíloviště-Řidká), přestože při závodě 26. října 1913 panovala silná mlha, 3. místo. Pro úplnost je nutno dodat, že v této kategorii (i v kategorii dvousedadlových tříkolek) startovaly pouze stroje Walter a obsadily v obou kategoriích prvá čtyři místa.
Za 1. světové války byla rakousko-uherským ministerstvem vojenství přidělena této továrně výroba dělostřeleckých granátů a zapalovačů pro šrapnely. Později od roku 1916 byla válečná výroba rozšířena o vzduchem chlazené benzínové motory D 48/50 konstruktéra ing. Josefa Plocka. Ty byly používány jako zdroje elektrického proudu (polní generátory, centrály) pro světlometné jednotky na osvětlování bojiště a jako zdroje pro polní, přenosné radiotelegrafické stanice. Na konstrukci této „centrály“ D 48/50 spolupracoval se studentem techniky Josefem Zubatým, který do továrny nastoupil na poloviční úvazek v roce 1916. Základem byl plochý vodou chlazený dvouválec typu Douglas a příslušný generátor (dynamo).

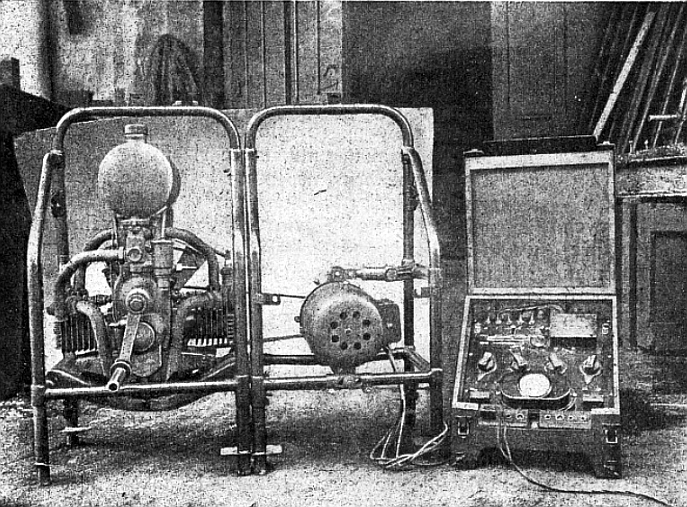
Motor D 48/50 s dynamem (Plocek, 1916)

Ing. Zubatý před svým odchodem do zahraničí (v roce 1920) navrhl osobní automobily řady WZ/WIZ/WIZI, které byly ve výrobě od roku 1919 a na jejichž zdokonalení potom pracoval ing. Plocek. Nejenže změnil rozvody z SV na OHV, ale připravil do výroby i užitkový automobil Walter PN (Plocek Nákladní) a osobní automobil Walter P (Plocek). Oba tyto typy byly v sériové výrobě od roku 1924. Užitkové a nákladní automobily Walter PN v několika sériích a různých provedeních byly nejdéle vyráběnými typy jinonické továrny. Nákladní automobil Walter PN, jehož konstrukci se Zubatého motorem Walter WIZI dokončil ing. Josef Plocek. I zde byl již použit inovovaný motor WIZI s rozvodem OHV. Automobil se vyráběl v několika sériích a postupně byl měněn motor i podvozek. Stal se nejdéle vyráběným automobilem továrny Walter, protože poslední dvě sto kusové výrobní série (XV. a XVI. série) těchto oblíbených nákladních automobilů opustily jinonický závod po II. světové válce. Již předtím však ing. Plocek zkonstruoval i poslední motocykl vyráběný v Jinonicích – typ Walter M 922 (1921).
Po definitivním odchodu zakladatele jinonické firmy Josefa Waltera (1922) krátce nato odchází i vedoucí rozšířené konstrukční kanceláře Josef Plocek (1923). Jeho odchod ze společnosti Walter ovlivnily příchod nového vedoucího konstrukční kanceláře, kterým se stal ing. František Barvitius, změna výrobní orientace firmy Walter k leteckým motorům (1923) a i nabídka na pozici vedoucího konstrukce ve Škodových závodech v Plzni.

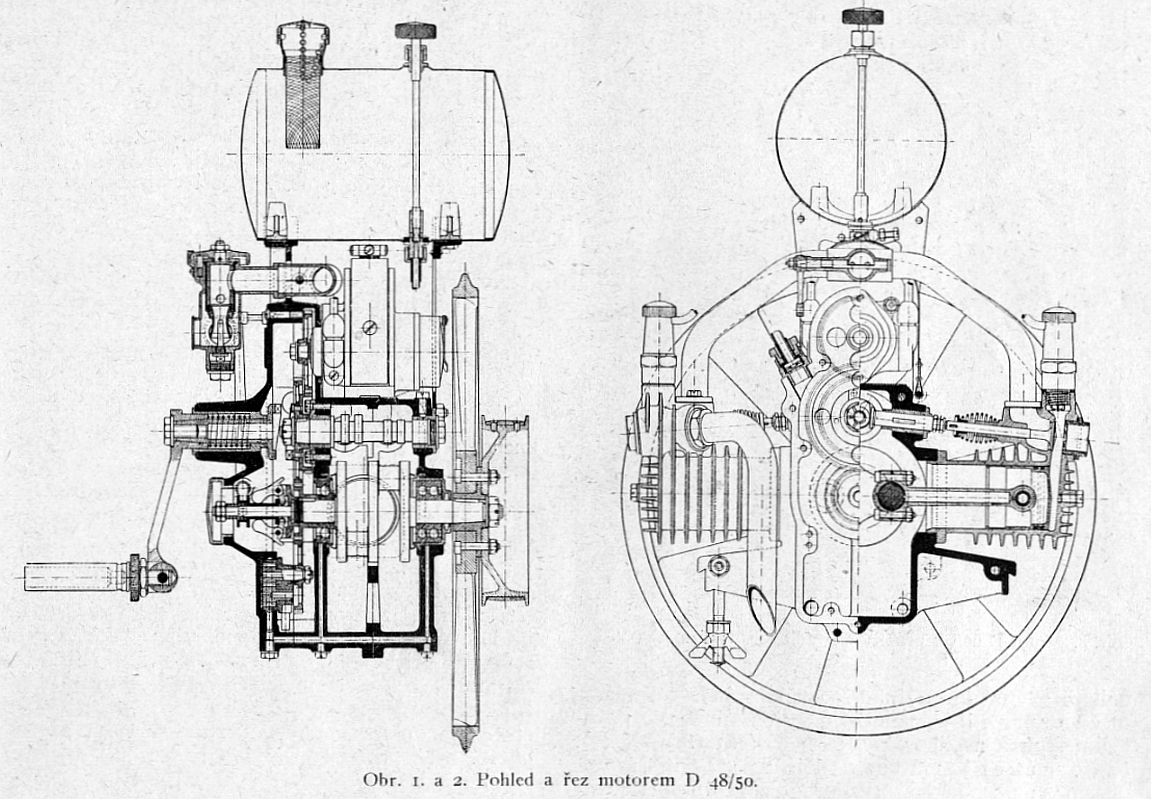
Výkres motoru D 48/50 (Plocek, 1916)

### Walter D 48/50
První prací ing. Plocka byl vzduchem chlazený stacionární dvouválec o výkonu 1,65 k pro napájení přenosných radiotelegrafických stanic. Motor „centrály“ byl dvouválcový o zdvihovém objemu 181 cm³ (vrtání ø 48 mm, zdvih 50 mm), vzduchem chlazený, s ležatými válci uspořádanými proti sobě (boxer). Válce motoru byly odlity ze šedé litiny. Zalomená hřídel a ojnice byly z výkovku, z chromniklové oceli. Chlazení motoru, které je jednou nejdůležitějších záležitostí u stacionárních motorů vyřešil pomocí zvláštních, řemeny poháněných ventilátorů, neboli zvláštními exhaustory vysávajícími teplý vzduch z komor obklopujících válce. Setrvačník o velikém průměru se šesti lopatkami byl totiž vytvořen jako ventilátor a vháněl vzduch na válce resp. na jejich žebra. Proud vzduchu působil současně i na motorovou skříň, což mělo za následek i účinné chlazení motorového oleje. Zapalování vysokonapěťovou magnetkou Bosch, která byla poháněna ozubenými koly s čelním ozubením od vačkového hřídele. Čistič paliva byl součástí jedno tryskového karburátoru. Motor o celkové hmotnosti 18,2 kg se startoval klikou. Motor D48/50 byl montován do sestavy s dynamem. Tento motor se vyráběl i po I. světové válce. Byl používán Českou automobilovou společnosti (ČAS), která jej od roku 1920 instalovala do skútru Scooter ČAS. Tento stroj se v letech 1921-22 úspěšně zúčastňoval závodu do vrchu Zbraslav-Jíloviště.

### Walter M 922

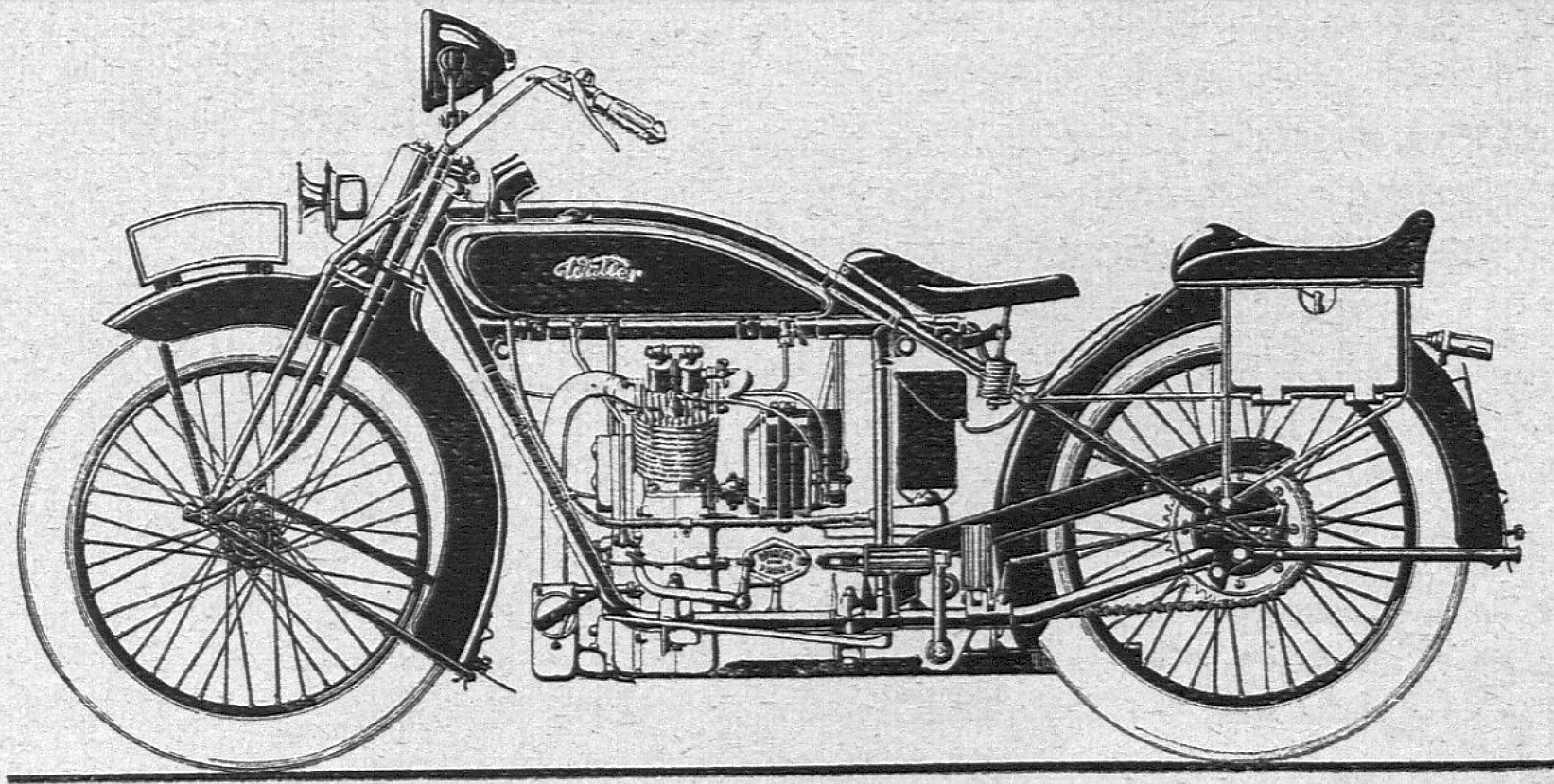
Walter M 922 (1923)

Posledním vyráběným motocyklem z Jinonic byl typ M 922, ve výrobě v letech 1921–1925. Byl to čtyřtaktní dvouválec s hliníkovými písty do V, rozvod OHV, objem válců 750 cm³ (vrtání 75 × zdvih 85 mm) a výkon 8 k/5,9 kW. Měl v jednom bloku s motorem 3rychlostní převodovku, která byla oddělena od motoru lamelovou spojkou. Stroj měl 2 brzdy (ruční, nožní) a byl vybaven startérem, dynamo-elektrickým osvětlením a tachometrem. Dosahoval maximální rychlosti 90 km/h. Byl dodáván ve velkých počtech československé armádě především s postranním vozíkem. S tímto motocyklem v závodní úpravě (výkon 14,7 kW, max. rychlost 150 km/h) dosáhl mnoha úspěchů v závodech začínající závodník Bohumil Turek (1924–1926). Vyhrál např. v roce 1924 závod do vrchu Stožec, závod do vrchu Panorama v Karlových Varech, I. mezinárodní zkušební jízdu motorových kol, sidecarů a cyclecarů, Hanácký závod motorových vozidel a sezonu uzavřel vítězstvím na závodech do vrchu Ecce Homo. V roce 1926 zvítězil v závodě do vrchu Brno–Soběšice. V Motocyklové soutěži spolehlivosti Československem, která se jezdila v letech 1924–1936 ve třídě do 750 cm³ mnohokrát (v prvních ročnících) byli úspěšní soukromí i armádní jezdci na motocyklech Walter M 922.

### Walter WZ/WIZ/WIZI
Walter WZ, WIZ a WIZI byly osobní automobily firmy Walter vyráběné v letech 1919–1928. Jednalo se o tzv. vozy jednotného typu šasi, byly označeny jako Walter WZ (6/18 HP, též označovaný jako 64/120 – dle vrtání/zdvih z roku 1919) a WIZ (6/18 HP, 1919), o rok později WIZI (8/25 HP, 1920).

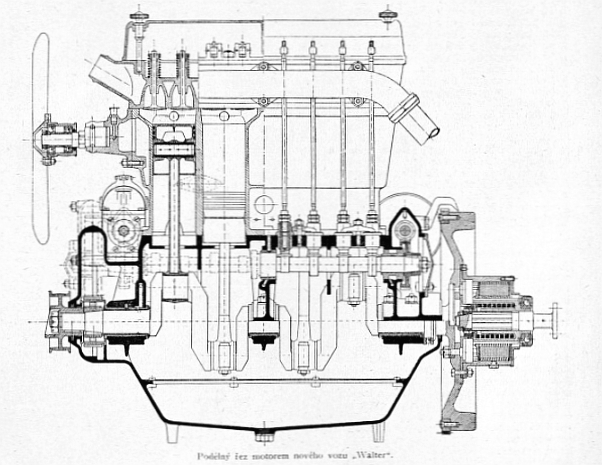
Výkres motoru Walter WIZI s rozvodem OHV (Plocek, 1921)

V roce 1920 se uskutečnila v listopadu (8.–14. 11.) jako první poválečný sportovní podnik v automobilech více etapová Informativní jízda ČKA (Československý klub automobilistů) „Kolem republiky“. Soutěže se zúčastnily československé automobilky Praga, Tatra, Laurin & Klement a Walter. Celková délka soutěže činila asi 2000 km. Nejslabší vůz soutěže Walter WIZ 18 HP (řidič Emanuel Pinner, posádka ing. Josef Plocek, kontrolor ing. Horáček) přes velký handicap ve výkonu a pro potíže s pneumatikami však cestu dokončil, což označil tisk jako jeho skvělé vysvědčení.
U obou motorů WIZ (1544 cm³) a WIZI (2120 cm³) změnil ing. Plocek v roce 1923 rozvod SV na OHV s již odnímatelnou hlavou válců. Model WIZ je označován od té doby jako 6/20 HP a WIZI je označován jako 8/30 HP. U modelu WIZ při stupni komprese 4,6:1 byl zvýšen výkon na 14,7 kW/20 k a u WIZI na 22,4 kW/30 k, rychlost vozu stoupne na 90 km/h resp. na 100 km/h. Neobvyklé bylo řešení motoru s nekrytými rozvodovými tyčkami vedenými vně bloku a vahadla procházela k ventilům výřezy ve víku hlavy. Řízení ventilů se dělo od vačkového hřídele umístěného dole v motoru, který byl poháněn párem čelních šroubových kol od klikového hřídele. Od vaček se přenášel pohyb zvedacími tyčkami na vahadélka, která seděla letmo po dvou na dutých čepech.

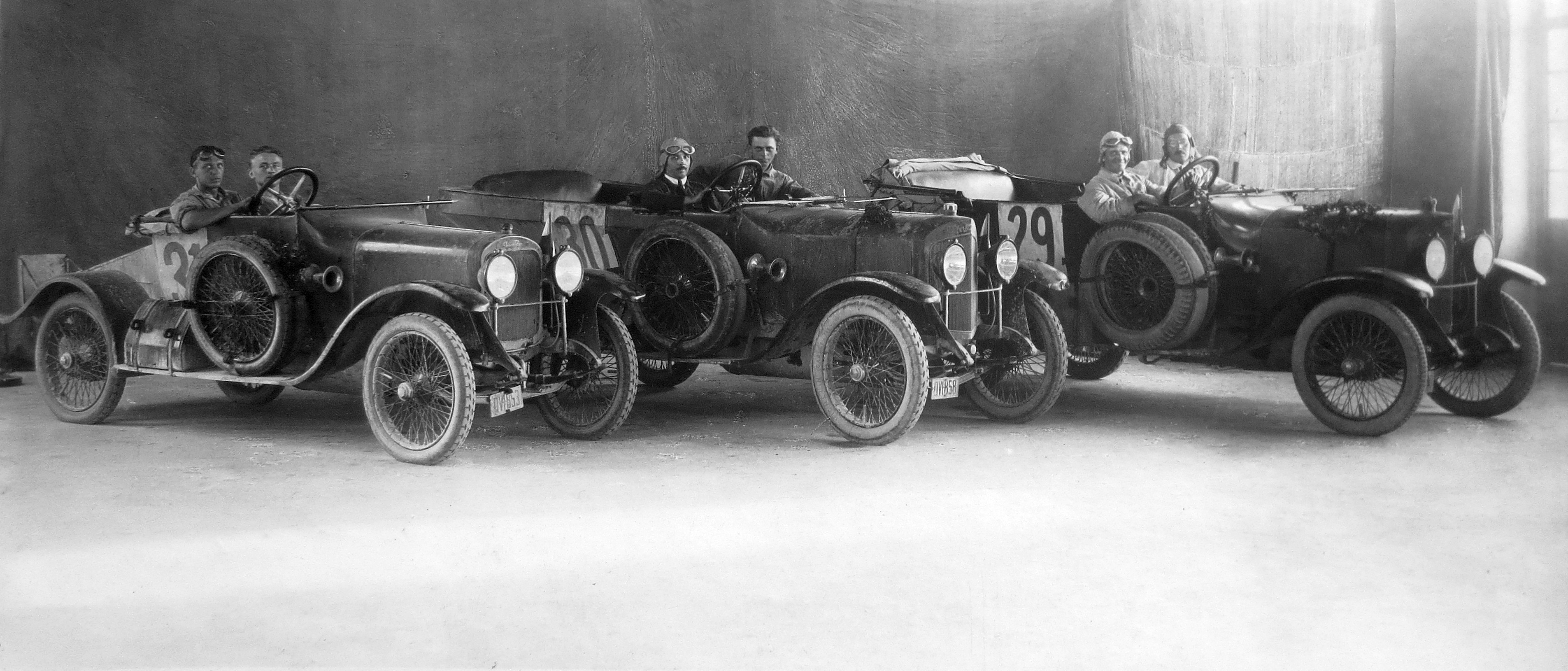
Walter – vítězný tým Soutěže spolehlivosti 1921, st. č. 29 posádka Pinner-Plocek (Walter WIZI)

Tato změna byla odzkoušena již v roce 1921 před závodem automobilů do vrchu Zbraslav-Jíloviště. Tovární jezdec Emanuel Pinner (WIZI s rozvodem SV) při tréninkových jízdách zjistil, že ho Jindřich Knapp na slabším WZ předjíždí. Konstruktér ing. Plocek po vyslechnutí dat od obou "zajížděčů" a po zkoušce na motorové brzdě se pustil okamžitě do práce. Takřka přes noc překonstruoval spodový motor SV na OHV. Horečné tempo a nadšení slavily úspěch. Oba vozy v tomto závodě bezpečně zvítězily ve svých třídách. V kategorii cestovních automobilů obsadil Pinner 3. místo a Knapp 7. místo. Pinner navíc získal tak Cenu města Prahy za nejlepší čas dosažený na stroji domácí výroby. I díky změně rozvodu vůz WIZI dosahoval rychlosti až 120 km/h. V roce 1921 mimo sériových automobilů byly pražském mezinárodním autosalonu vystaveny oba vítězné vozy (6/18 HP a 8/25 HP) ze závodu Zbraslav–Jíloviště, který se konal týden před výstavou (22. května 1921).

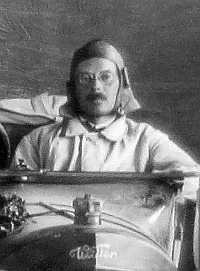
Josef Plocek, šéf továrního týmu (1921)

V červenci 1921 (25.–31. července) získávají Waltry WZ a WIZI v pěti etapové Mezinárodní soutěži spolehlivosti Československem „Kolem republiky“ (Praha – Opava – Košice – Bratislava – Č. Budějovice – Praha) putovní, vítěznou cenu Čs. klubu automobilistů (Čs. K.A.) pro tříčlenné týmy a Cenu MNO nejlepšímu týmu na vozech tuzemské výroby. Všichni tři „piloti“ získali i Cenu automobilové sekce Sdružení kovodělného průmyslu. Bez jakýchkoliv změn na vítězných strojích ze závodu zbraslavského, zaměnivše pouze lehkou sportovní karoserii za pohodlnou šestisedadlovou, opustily Prahu dva vozy upraveného typu WIZI s rozvodem OHV (st. č. 29 – Pinner/Plocek, st. č. 30 – Wiesner) s jedním známého již typu, dvousedadlovém sportovním WZ (st. č. 31 – Knapp), aby se tam vrátily po jízdě spolehlivosti 2075 km dlouhé bez jediné poruchy na strojích, bez jediného trestného bodu. Tým koučoval šéfkonstruktér továrny Walter a šéf ďéquippe (vedoucí továrního týmu) ing. Josef Plocek. Bylo-li vítězství na Zbraslavi cenné, bylo toto při mezinárodní jízdě Kolem republiky tím cennější, oč těžší požadavky jízda spolehlivosti vozům ukládá. A tři prvé ceny, které team Waltrův v četné a skvělé soutěži získal (celkem bylo přihlášeno 35, startovalo 32 a do cíle dojelo bez trestných bodů 18 posádek), staly se jinonické továrně nejen ctí a chloubou, ale v prvé řadě také odměnou za obětavou a nadšenou práci.

### Walter P
Jednotná řada typů WZ (1919–1928) automobilů Walter našla své volné pokračování typové řadě P. Automobily řady Walter P se vyráběly v letech 1924–1928. Plockovi byl již v roce 1920 přiznán patent č. CS 1451 Bezprostředně ovládané ventily při vrchním rozvodovém hřídeli za vyloučení postranních tlaků na vřeteno ventilové pomocí pístového vodítka. Tento patent byl využit jak v modernizaci vozů řady WZ, tak u nové řady Walter P. Model Walter P I byl ve výrobě od roku 1924, ale představen veřejnosti byl až na XVII. pražském autosalonu v dubnu 1925, společně s novým modelem Walter P II. V roce 1926 byl představen aerodynamicky řešený, sportovní, dvoumístný vůz Walter Super Sport (Walter P III SS) s karoserií Grand Sport (roadster), který měl podvozek a motor z modelu Walter P III (1925). Jednalo se o první sportovní vůz, který byl továrnou Walter nabízen komerčně. Tento dvoumístný automobil byl odvozen od závodního vozu Walter 0, který jezdil v letech 1924–1925 (v roce 1924 s upraveným motorem pozdějšího P II/1945 cm3, v roce 1925 s upraveným motorem pozdějšího P IV/2368 cm3). Poslední model řady P, typ Walter P IV (9/36) byl představen na pražském autosalonu v roce 1927.

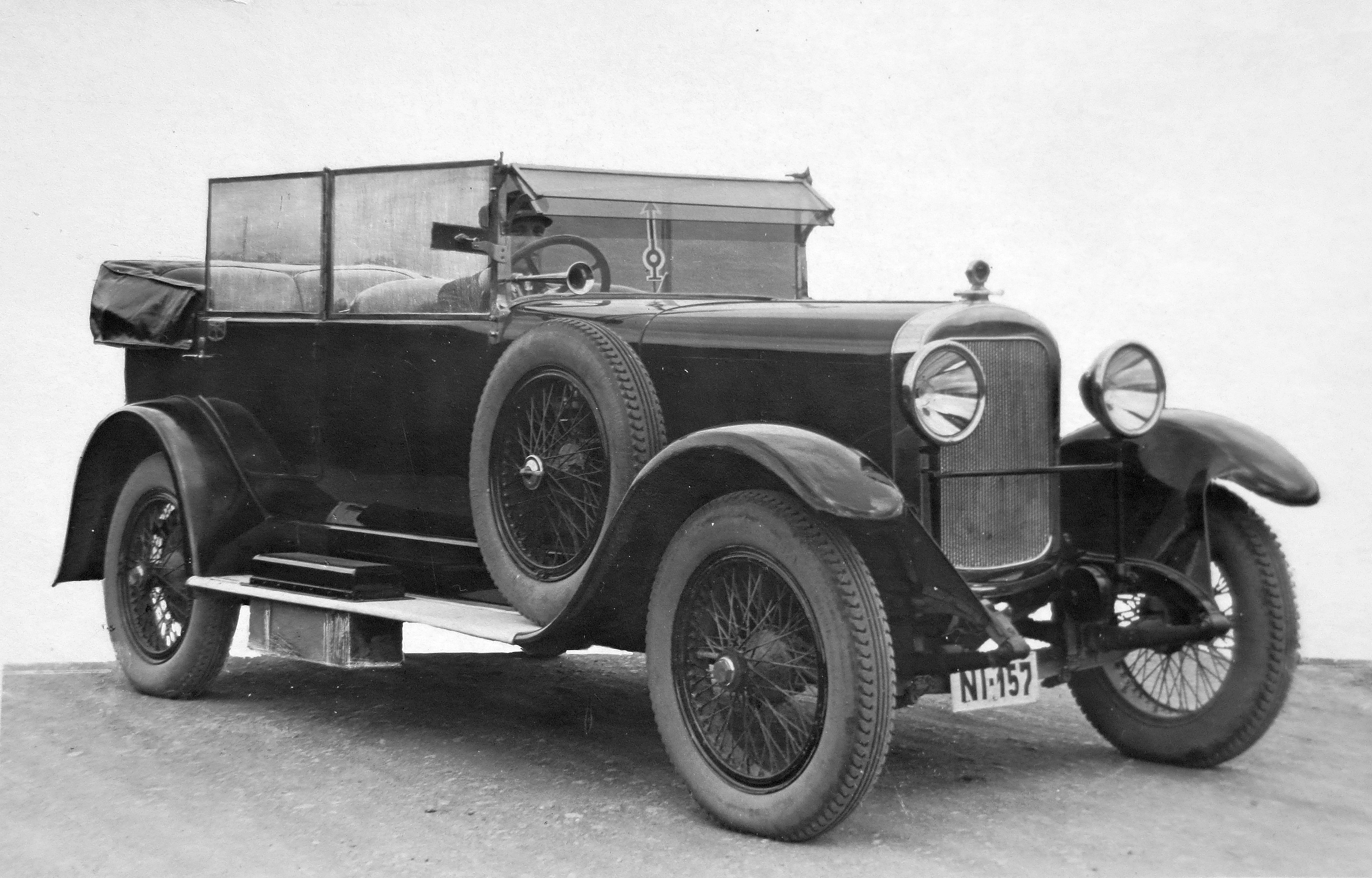
Walter P II (1925)

### Walter PN
K výrobě osobních automobilů Walter se záhy připojuje i výroba nákladních automobilů, autobusů a speciálních užitkových vozů. Užitkové a nákladní automobily a také autobusy firma Walter a spol. vyráběla po celé meziválečném období. Po několika verzích skříňových dodávek a valníků vycházejících z řady Walter WZ a Walter P (1919–1928) byla zahájena v roce 1924 výroba skutečného nákladního automobilu Walter PN konstruktéra ing. Plocka. Automobil se vyráběl v několika sériích a postupně byl měněn motor i podvozek. Prodej nákladních automobilů, autobusů a speciálních užitkových vozů Walter PN byl velice úspěšný. Několik tisíc exemplářů tohoto typu bylo v provozu v tuzemsku i za hranicemi k nejvyšší spokojenosti klientely. Při posuzování modelů Walter typu PN nutno hlavně vzít do úvahu jeho vysokou výkonnost, zvláště nízký rám podvozku a hlavně pak neobyčejně vysokou rentabilitu v provozu. Jednalo se o nejdéle vyráběný a nejprodávanější užitkový automobil v jinonické továrně.

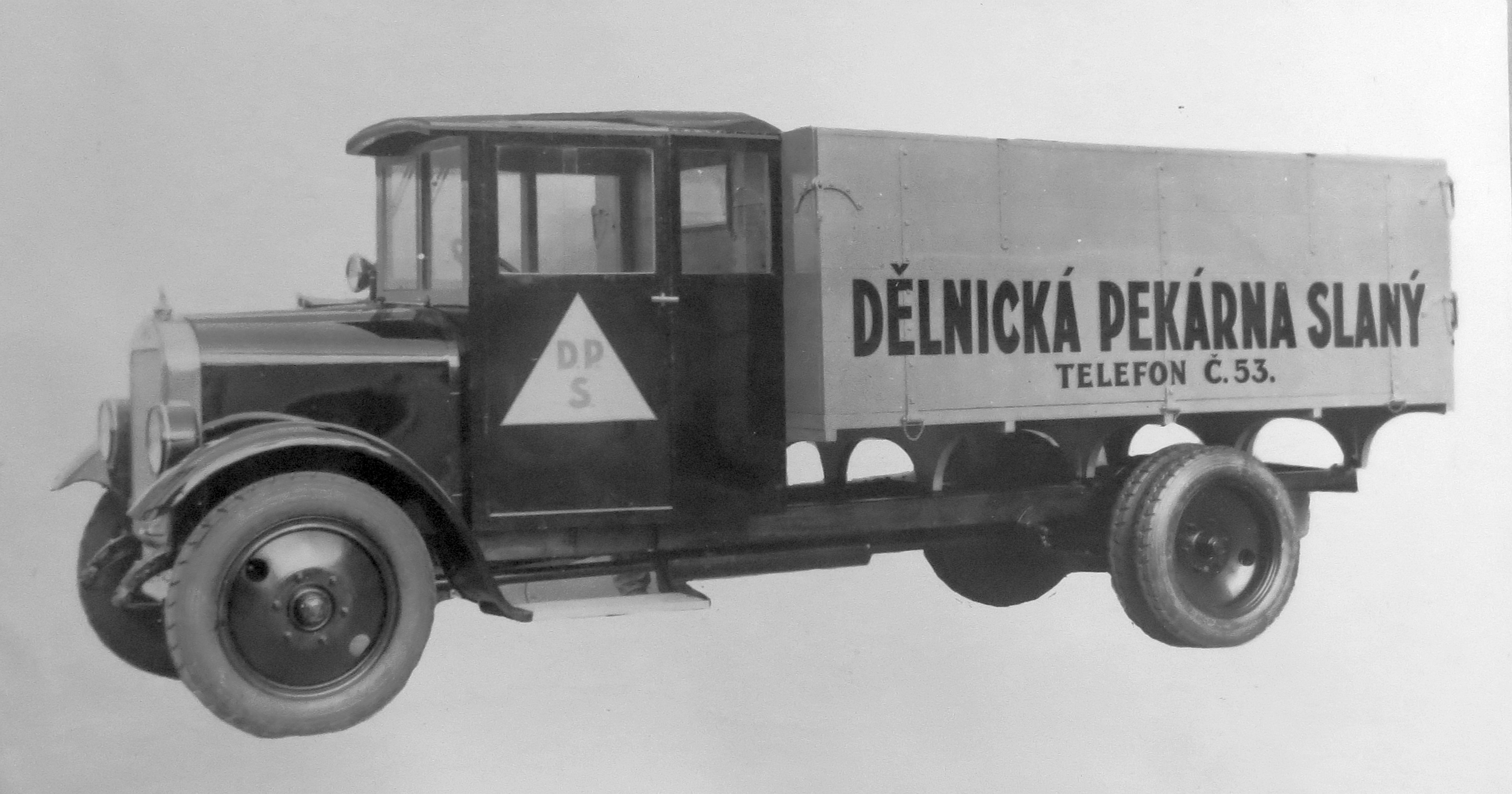
Walter PN (1927) valník

## Profesní kariéra – Škoda
Josef Plocek přešel jako šéf konstrukce do Škodových závodů v Plzni. Zde již v lednu 1924 podal patentovou přihlášku na Motorové vozidlo o dvou rejdovných nápravách se zvláštním řízením pro každou nápravu a se současným zapínáním převodů ozubených kol, která určují směr jízdy. Schválený patent č. CS 19342 pak byl využit k výrobě prototypů pancéřového automobilu Škoda PA-I a následných obrněných automobilů vz. 23 (Škoda PA-II) a vz. 27 (Škoda PA-III). Obrněný automobil vz. 23 (OA vz. 23) byl československý obrněný automobil, který vznikl v roce 1923 pod továrním označením PA-II a byl nazýván „želva“. První sériové kusy byly dokončeny v létě 1924 a po zkouškách a následné úpravě byly dodány Československé armádě v listopadu 1925. OA vz.27 byl československý obrněný automobil z konce 20. let 20. století. Vývoj obrněného automobilu OA vz.27 spadá do poloviny 20. let, kdy měl nahradit vyráběný starší typ OA vz. 23. Prototyp byl vyroben v roce 1925 a v roce 1927 si armáda objednala prvních 12 kusů těchto vozidel. Měly sloužit k zajištění činnosti nových obrněných automobilů OA vz. 30. Celkem bylo objednáno 15 kusů OA vz. 27 (tři jako náhrada za prodané PA-II pro rakouskou policii). Další zakázky přicházely do Škody Plzeň i od zahraničních zájemců, ale ty byly z důvodů nedostatečné kapacity odmítnuty. Ještě v Plzni podal přihlášku patentu Způsob a zařízení pro změnu průchodu sacího potrubí explosivních motorů (červenec 1926), patent č. 24574 je chráněn od 15. srpna 1927 s tím, že patentový spis byl vydán až 25. března 1928.
V roce 1928 přešel Plocek do automobilky, pobočného závod koncernu Akciová společnost, dříve Škodovy závody v Plzni. Továrna na automobily dřívějších Škodových závodů se od roku 1930 stala samostatným podnikem v rámci koncernu Škoda jako ASAP Mladá Boleslav (Akciová společnost pro automobilní průmysl). Josef Plocek zde působil jako "chef" konstrukční kanceláře automobilů. Původní konstrukce automobilů se z Mladé Boleslavi po převzetí Laurin & Klement přestěhovala do mateřského závodu v Plzni (vývoj osobních a výroba užitkových automobilů), aby se vrátila zpět v roce 1928. Vedoucím ředitelem ASAP byl ing. Jan Novák (ex Walter, 1920–1927, mj. Walter NZ-60). V Mladé Boleslavi se Plocek podílel na konstrukci vozů - malé osobní Škoda 422, střední osobní Škoda 4 R, 6 R, 430 a 633, velké osobní 645 a 650 a luxusního typu 860.

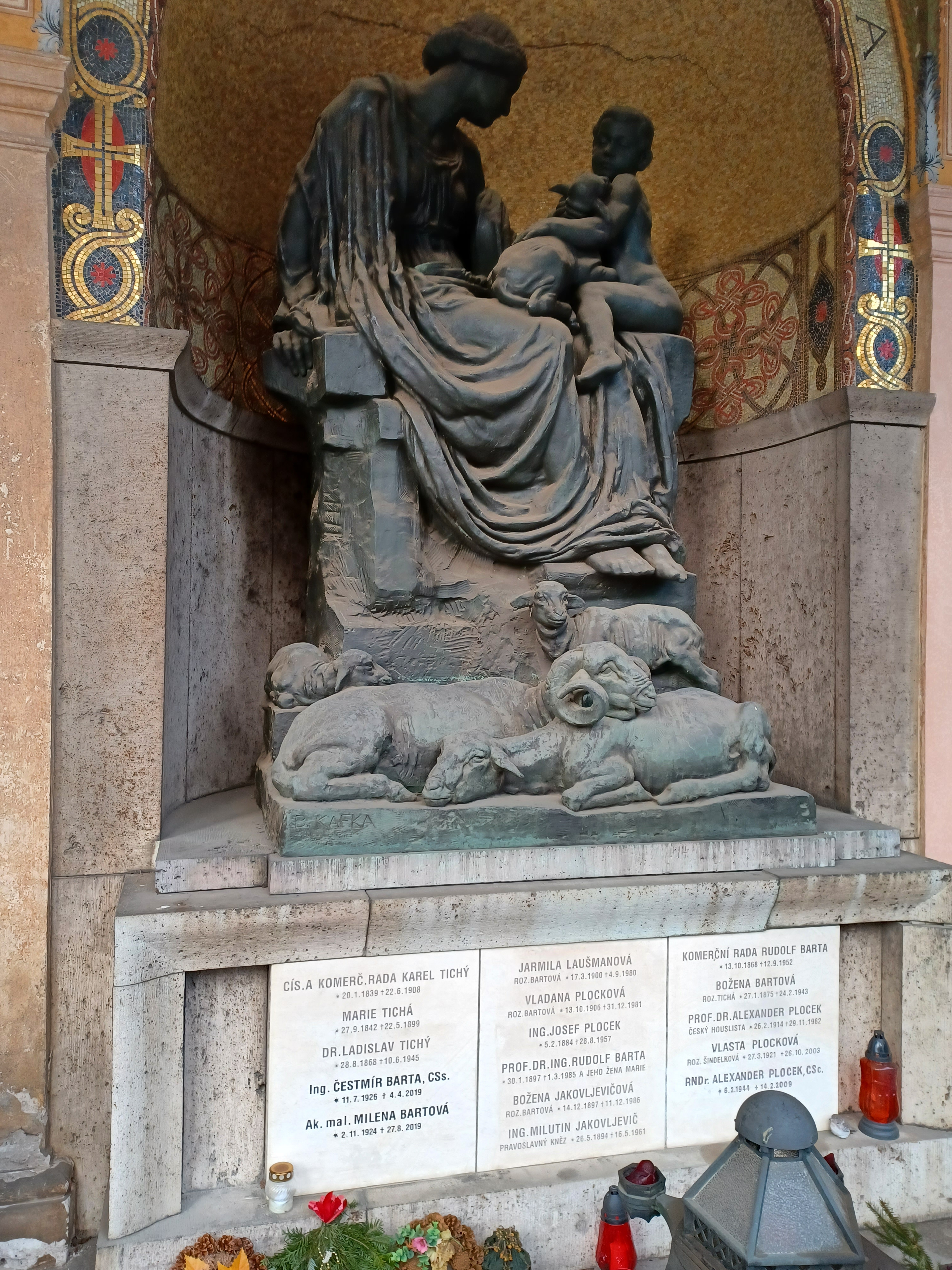
Ing. Josef Plocek, hrobka na Vyšehradském hřbitově (2022)